# Vásquez (Buenos Aires)
Vásquez es una localidad del partido de Adolfo Gonzales Chaves, provincia de Buenos Aires, Argentina.

## Ubicación
Localidad ubicada a 19 km de Adolfo Gonzales Chaves y a 25 km de Tres Arroyos, con acceso desde la RN 3 km 465 y km 470,5, en ambos casos recorriendo luego 7 km de camino entoscado. También se puede llegar desde Tres Arroyos por un camino de tierra que continúa a la avenida Belgrano y desde Chaves por la avenida Perón, desembocando en ambos casos en calle Cayetano Zibecchi, una de las dos únicas calles nominadas de la localidad.

## Población
Cuenta con 56 habitantes (Indec, 2022), lo que representa un incremento del 30% frente a los 43 habitantes (Indec, 2010) del censo anterior.
| Gráfica de evolución demográfica de Vásquez entre 1980 y 2022 |
|                                                               |
| Fuente: Censos nacionales del INDEC                           |

## Historia
Surgió como pueblo al extenderse el ramal de los FFCC de Benito Juárez a Tres Arroyos, construyéndose la estación en el año 1886, a cuya vera creció el pueblo, que rápidamente agrupó a 700 habitantes, para alcanzar su máxima población en 1937, con 1682 habitantes, para luego ir decreciendo poco a poco.
Su desarrollo impulsó a sus vecinos a construir un Teatro, terminado en 1913, que pasó a denominarse el Centro Teatral Vásquez, CTV, con un amplio salón y donde no se escatimó dinero para su ornamentación tanto interna como externa. Allí surgiría un grupo teatral, que realizaría representaciones en Tres Arroyos, Gonzales Chávez, Juárez y otras localidades de la zona. La compañía de los Podestá supo presentar sus obras en la década del '60.
Hasta 1916 en que logró su autonomía, las tierras de lo que hoy es el partido de Gonzáles Chaves, pertenecían a Tres Arroyos. Ese año, ante la nueva realidad, se hizo necesario marcar los límites entre ambos distritos. Desde la capital provincial La Plata se hizo una demarcación que cortó el pueblo en dos. La aldea de Estación Vázquez está dividida al medio a través de su calle principal. Mitad del pueblo pertenece a Chaves y la otra mitad a Tres Arroyos. (enlace roto disponible en Internet Archive; véase el historial, la primera versión y la última).

## Educación
Posee una Escuela, la N.º 2, que brinda educación preescolar y primaria.